# Ernesto Balbo Bertone di Sambuy
Ernesto Balbo Bertone di Sambuy (Vienna, 12 aprile 1837 – Torino, 24 febbraio 1909) è stato un nobile e politico italiano.

## Biografia
Figlio di Vittorio Amedeo e Luigia Carlotta Pallavicino delle Frabose venne dapprima educato privatamente e, in seguito, frequentò il Collège Saint Michel di Bruxelles.
Possidente, uomo di corte e Maestro delle cerimonie di corte a Torino, ricoprì numerose cariche pubbliche: sovrintendente ai giardini pubblici di Torino (1870-1909), consigliere comunale di Chieri e Torino (1867-1909), assessore ai Lavori Pubblici di Torino (1867-1871) e sindaco di Torino dal 1883 al 1886. Durante il suo mandato, nel 1885,  fu promotore del progetto di risanamento del centro storico medievale di Torino,  allo scopo di rettificare le vie XX Settembre e San Francesco d’Assisi e procedere al taglio delle diagonali Pietro Micca e IV Marzo, decretando irrimediabilmente la scomparsa di gran parte della Torino medievale. Fu più volte deputato (1869, 1874, 1876, 1880, 1882), nominato senatore nel 1883 nella XV legislatura, e vicepresidente del Senato nel 1900. Fu presidente dell'Accademia Albertina dal 1887 al 1894, presidente della Promotrice di Belle Arti (1889-1896 e 1899-1902) e del Circolo degli Artisti (1879-1902). Ricoprì un ruolo anche all'interno dell'Esposizione Universale del 1911, come uno dei vicepresidenti del Comitato Generale.
Il Balbo commissiona il progetto di edificazione della sua palazzina (tuttora esistente, in corso Galileo Ferraris 41 a Torino) all'ingegnere  Enrico Petiti, affermato progettista che nel 1878 presenta il progetto in Comune , e nel 1880 progetta anche una veranda in aggiunta. 
A Torino, in Piazza Carlo Felice, c'è un giardino che porta il suo nome. Il corpo è sepolto nella cappella di famiglia nel cimitero antico di Chieri.

## Matrimonio e discendenza
Il 4 novembre 1865, a Étang-sur-Arroux in Francia, sposò Anne Bonne Fougerette (*1842 †1912), dei marchesi de Ganay, nipote del banchiere James-Alexandre de Pourtalès. La coppia ebbe 8 figli:
- Vittorio Carlo (*1867 †1943). Sposa il 9 settembre 1895, a Castellammare di Stabia, Maria Lucrezia Ruffo (*1872 †1950);
- Carlotta (*1871 †?);
- Luigi (*1873 †1945). Fu podestà di Torino nell'Italia fascista; sposò, il 27 giugno 1903 a Torino, Teresa Nicolis di Robilant (*1883 †1968);
- Giacomina (*1874 †?). Sposa Callisto Gay di Quarti (*? †?);
- Alberto (*1877 †1895);
- Filippo (*1879 †1941). Sposato il 19 luglio 1913 a Torino, con Maria Alberta Engelfred (*1886 †1965);
- Federico (*1883 †1944). Sposa, nel 1919, Sita Clementina Emilia Halenke (*1898 †1986);
- Elisabetta (*1885 †?)

## Ascendenza
|                               |                                  |                                                    | Genitori                                              |  |  | Nonni |  |  | Bisnonni                     |  |  | Trisnonni                   |  |
|                               |                                  |                                                    |                                                       |  |  |       |  |  | Carlo Emanuele Balbo Bertone |  |  | Giulio Cesare Balbo Bertone |  |
|                               |                                  |                                                    |                                                       |  |  |       |  |  | Carlo Emanuele Balbo Bertone |  |  | Giulio Cesare Balbo Bertone |  |
|                               |                                  | Beatrice di Saluzzo                                |                                                       |  |  |       |  |  | Carlo Emanuele Balbo Bertone |  |  |                             |  |
| Carlo Gabriele Balbo Bertone  |                                  |                                                    |                                                       |  |  |       |  |  | Carlo Emanuele Balbo Bertone |  |  |                             |  |
|                               |                                  | Rosalia Asinari di San Marzano                     | Filippo Valentino Asinari                             |  |  |       |  |  |                              |  |  |                             |  |
|                               |                                  | Rosalia Asinari di San Marzano                     | Filippo Valentino Asinari                             |  |  |       |  |  |                              |  |  |                             |  |
|                               |                                  | Rosalia Asinari di San Marzano                     | Maria Luigia Ferrero-Fieschi                          |  |  |       |  |  |                              |  |  |                             |  |
| Vittorio Amedeo Balbo Bertone |                                  | Rosalia Asinari di San Marzano                     |                                                       |  |  |       |  |  |                              |  |  |                             |  |
|                               |                                  | Manfredo III Ghilini                               | Giovanni Tommaso II Ghilini                           |  |  |       |  |  |                              |  |  |                             |  |
|                               |                                  | Manfredo III Ghilini                               | Giovanni Tommaso II Ghilini                           |  |  |       |  |  |                              |  |  |                             |  |
|                               |                                  | Manfredo III Ghilini                               | Daria Prati                                           |  |  |       |  |  |                              |  |  |                             |  |
| Daria Delfina Ghilini         |                                  | Manfredo III Ghilini                               |                                                       |  |  |       |  |  |                              |  |  |                             |  |
|                               |                                  | Maria Teresa Provana                               | Giuseppe Giovanni Maria Provana, VI conte di Collegno |  |  |       |  |  |                              |  |  |                             |  |
|                               |                                  | Maria Teresa Provana                               | Giuseppe Giovanni Maria Provana, VI conte di Collegno |  |  |       |  |  |                              |  |  |                             |  |
|                               |                                  | Maria Teresa Provana                               | Grazia Delfina Avogadro della Motta                   |  |  |       |  |  |                              |  |  |                             |  |
| Ernesto Balbo Bertone         |                                  | Maria Teresa Provana                               |                                                       |  |  |       |  |  |                              |  |  |                             |  |
|                               | Adalberto Gioacchino Pallavicino | Gianfrancesco Filiberto Amedeo Pallavicino         |                                                       |  |  |       |  |  |                              |  |  |                             |  |
|                               | Adalberto Gioacchino Pallavicino | Gianfrancesco Filiberto Amedeo Pallavicino         |                                                       |  |  |       |  |  |                              |  |  |                             |  |
|                               | Adalberto Gioacchino Pallavicino | Maria Lodovica Pallavicino                         |                                                       |  |  |       |  |  |                              |  |  |                             |  |
| Marco Adalberto Pallavicino   | Adalberto Gioacchino Pallavicino |                                                    |                                                       |  |  |       |  |  |                              |  |  |                             |  |
|                               |                                  | Maria Cristina Sandri Trotti                       | Giovanni Antonio Sandri Trotti                        |  |  |       |  |  |                              |  |  |                             |  |
|                               |                                  | Maria Cristina Sandri Trotti                       | Giovanni Antonio Sandri Trotti                        |  |  |       |  |  |                              |  |  |                             |  |
|                               |                                  | Maria Cristina Sandri Trotti                       | Ippolita Alfieri                                      |  |  |       |  |  |                              |  |  |                             |  |
| Luigia Carlotta Pallavicino   |                                  | Maria Cristina Sandri Trotti                       |                                                       |  |  |       |  |  |                              |  |  |                             |  |
|                               |                                  | Luigi Maria Mocchia di Coggiola, conte di Coggiola | Lodovico Antonio Mocchia, conte di Coggiola           |  |  |       |  |  |                              |  |  |                             |  |
|                               |                                  | Luigi Maria Mocchia di Coggiola, conte di Coggiola | Lodovico Antonio Mocchia, conte di Coggiola           |  |  |       |  |  |                              |  |  |                             |  |
|                               |                                  | Luigi Maria Mocchia di Coggiola, conte di Coggiola | Luisa Anna Birago                                     |  |  |       |  |  |                              |  |  |                             |  |
| Carola Mocchia di Coggiola    |                                  | Luigi Maria Mocchia di Coggiola, conte di Coggiola |                                                       |  |  |       |  |  |                              |  |  |                             |  |
|                               |                                  | Barbara Metilde Piossasco di Bosia                 | Carlo Giuseppe Piossasco, conte di Bosia              |  |  |       |  |  |                              |  |  |                             |  |
|                               |                                  | Barbara Metilde Piossasco di Bosia                 | Carlo Giuseppe Piossasco, conte di Bosia              |  |  |       |  |  |                              |  |  |                             |  |
|                               |                                  | Barbara Metilde Piossasco di Bosia                 | Elena Falletti, duchessa di Cannalunga                |  |  |       |  |  |                              |  |  |                             |  |
|                               |                                  | Barbara Metilde Piossasco di Bosia                 |                                                       |  |  |       |  |  |                              |  |  |                             |  |